# Historia de la publicación de Superman
Superman es un personaje ficticio de un cómic, que ha abarcado varias décadas y se ha convertido en un arquetipo de superhéroe definitorio.

## Creación
Jerry Siegel y Joe Shuster se conocieron en el instituto Glenville de Cleveland. Ambos compartían su afición por la ciencia ficción y las revistas pulp y pronto colaboraron en el periódico estudiantil, The Glenville Torch. Pronto, Siegel y Shuster produjeron su propia revista de ciencia ficción, Science Fiction, un panfleto grapado y mimeografiado que contenía dibujos de Shuster e historias de Siegel bajo varios seudónimos. Sólo se produjeron cinco números y son muy raros: un ejemplar se vendió décadas después por 50.000 dólares. La historia corta de Siegel "The Reign of the Superman" (con una ilustración de Shuster) trataba de un villano calvo, que recuerda vagamente a Ming el Despiadado de Flash Gordon, empeñado en dominar el mundo.
Al buscar en los cómics un vehículo para sus ideas, formularon una visión diferente del concepto de superman, siendo el personaje un héroe físicamente poderoso. Lo propusieron sin éxito a los sindicatos de periódicos como tira cómica. Siegel lo envió a National Comics en Nueva York, donde languideció en un cajón. Cuando un editor tuvo dificultades para decidir una portada adecuada para una nueva revista llamada Action Comics, alguien sacó la propuesta de Superman, en la que aparecía levantando un coche con las manos. El editor supuestamente la calificó de "ridícula", pero aun así decidió ponerla en la portada. Escribió a Siegel y Shuster y les preguntó si podían elaborar una historia de 13 páginas para Action Comics nº 1.
Siegel y Shuster se apresuraron a cortar y pegar su tira de periódico en forma de cómic y la enviaron. En verano, Action Comics llegó a los quioscos. Las cifras de ventas no fueron tan inmediatas como ahora, pero cuando Action Comics #4 llegó a los quioscos, las ventas se dispararon. Asombrado por ello, se dice que el editor fue a su quiosco local y preguntó a un niño: "¿Por qué estás leyendo este?" señalando a Action Comics. "Porque es el que tiene a Superman, señor".

## Los primeros años
El Superman revisado apareció por primera vez en Action Comics nº 1 (junio de 1938). Siegel y Shuster vendieron los derechos a la compañía por 130 dólares y un contrato para suministrar material a la editorial. El Saturday Evening Post informó en 1960 de que la pareja cobraba 75.000 dólares al año, una fracción de los beneficios de DC por Superman. En 1964, cuando Siegel y Shuster demandaron más dinero, DC los despidió, lo que provocó una batalla legal que terminó en 1967, cuando aceptaron 200.000 dólares y renunciaron a cualquier otro derecho sobre Superman o cualquier personaje creado a partir de él. DC no tardó en retirar los nombres de Siegel y Shuster de la cabecera. Tras el enorme éxito financiero de Superman en 1978 y los informes de noticias sobre su existencia paupérrima, Warner Communications concedió a Siegel y Shuster pensiones vitalicias de 35.000 dólares al año y prestaciones sanitarias. Además, cualquier producción mediática que incluya al personaje de Superman debe incluir el crédito "Superman creado por Jerry Siegel y Joe Shuster".
A lo largo de la década de existencia de Superman, DC demandó a varias editoriales de cómics de la competencia por introducir superhéroes con poderes similares. Entre estas empresas estaban Fox Feature Syndicate por su personaje Wonderman, y Fawcett Comics por su personaje Master Man. En 1941, DC presentó una demanda contra Fawcett por el personaje más vendido de la época, que DC consideraba un clon de Superman, el Capitán Marvel. Durante el caso National Comics Publications contra Fawcett Publications, Fawcett luchó contra la demanda y siguió publicando al Capitán Marvel, que superó a Superman y a los demás superhéroes en ventas a mediados de la década de 1940. En 1953, el caso llevaba 12 años en litigio y cinco en los tribunales. El caso se resolvió a favor de DC. Fawcett pagó a DC una multa y dejó de publicar todos los cómics relacionados con el Capitán Marvel. DC adquiriría los derechos del Capitán Marvel en la década de 1970 y los antiguos personajes rivales se presentarían como aliados, con el Capitán Marvel sirviendo a menudo como sustituto del kryptoniano en casos de emergencia.

## Edad de Oro
Para cuando Estados Unidos entró en la Segunda Guerra Mundial, Superman había inspirado un boom en la industria del cómic y había engendrado el nuevo género de los "superhéroes" (aunque todavía existe controversia sobre si Superman puede considerarse el primer superhéroe), que para entonces incluía a Batman, el Capitán América, Namor the Sub-Mariner, el Capitán Marvel, Robin, Flash, Linterna Verde y Wonder Woman.
Para entonces, el personaje también había saltado de los cómics a otros medios. En 1939, las aventuras de Superman se veían en tiras de periódico, aunque a menudo eran reimpresiones de lo que ya aparecía en los cómics. Además, el programa de radio The Adventures of Superman se emitía a nivel nacional con millones de oyentes. Y aunque el Capitán Marvel le ganó la partida al cine de acción real en The Adventures of Captain Marvel (en una serie originalmente destinada a Superman), una serie de dibujos animados de gran presupuesto producidos por Max Fleischer llegaron a los cines y siguen asombrando a los espectadores en la actualidad.
Sin embargo, después de la guerra, muchos de los contemporáneos de Superman fueron cayendo poco a poco en el olvido después de que el boom se convirtiera en un fracaso. A finales de la década de 1940 y durante toda la de 1950, Superman fue, con diferencia, el personaje más popular de los cómics. A mediados de la década de 1950, había pocos personajes capaces de desafiarlo. Sólo quedaban Batman, la Mujer Maravilla y algunos otros Golden-Agers. Durante esta época, los poderes de Superman se volvieron cada vez más grandiosos. Se ampliarían hasta incluir la visión térmica (rayos de calor que emiten sus ojos), la capacidad de respirar en el espacio y el poder de viajar en el tiempo. Los adversarios de Superman también se volvieron más fantásticos y poderosos, pero cada vez más números de los cómics incluían "historias imaginarias" que podían dar lugar a cualquier número de escenarios (ya sea como causa o como efecto) y no afectaban a la continuidad de los números futuros. Estos poderes más grandes se reproducirían en el Superman de la Edad de Plata.
También se estableció, poco después de la Segunda Guerra Mundial, que Superman había comenzado su carrera años antes el pueblo de Smallville, con el nombre de Superboy. Las historias sobre Superboy solían estar ilustradas de forma idílica y han sido comparadas con el Saturday Evening Post. Superman también se convirtió en un éxito en acción real. El serial autotitulado de 1948 y su secuela Atom Man vs. Superman, con Kirk Alyn como Clark Kent/Superman, fueron dos éxitos de taquilla -el primero fue el más grande de todos los tiempos- y su programa de televisión The Adventures of Superman, protagonizado por George Reeves, formó parte de la llamada "Edad de Oro de la Televisión".
Como se muestra en los cómics originales de la Edad de Oro -incluyendo Action Comics nº 1 (1938), Superman nº 1 (1939) y Superman nº 61 (1949), así como en historias posteriores como Secret Origins (vol. 2) nº 1 (1986)-, el célebre científico Jor-L descubre que Krypton está a punto de explotar, pero no puede convencer a sus compañeros kriptonianos de que se salven. Sin embargo, consigue construir una nave espacial para salvar a su hijo pequeño, Kal-L. La nave despega justo en el momento en que el planeta explota, y Kal-L aterriza en la Tierra en un pueblo agrícola (más tarde identificado como Smallville) en la época de la Primera Guerra Mundial. En esta versión, John y Mary Kent (automovilistas de paso que presencian el aterrizaje de la nave espacial) llevan al bebé a un orfanato y pronto regresan para adoptar al niño, llamándolo Clark. En su novela de 1942, George Lowther cambia los nombres de Jor-L, Kal-L y Lora (la madre biológica de Superman) por los más modernos de Jor-El. Kal-El y Lara. Según una entrevista con Joe Shuster poco antes de su muerte, el nombre "Clark Kent" fue elegido como una combinación de los nombres de dos estrellas de cine, Clark Gable y Kent Taylor.
Clark crece en la granja de la familia Kent, descubriendo poco a poco que posee varios superpoderes, pero al principio desconociendo sus orígenes kriptonianos. Tras la muerte de sus padres adoptivos, Clark decide utilizar sus poderes en beneficio de la humanidad, construyendo un traje estilizado y trasladándose a la cercana ciudad de Metrópolis. Clark comienza a trabajar como reportero en el periódico Daily Star y pronto debuta como el primer superhéroe del mundo, Superman.
Las primeras historias de Superman fueron escritas por Siegel y dibujadas por Shuster con un estilo muy influenciado por el dibujante de cómics Roy Crane. Según Jules Feiffer, "Shuster representaba lo mejor del dibujo de los cómics a la antigua usanza. Su obra era directa, sin pretensiones, cruda y vigorosa; tan fácil de leer como un diagrama.... La simplicidad, gracias a Dios, estaba por encima de sus posibilidades" (Feiffer, The Great Comic Book Heroes, 1965). En la última entrevista que Shuster concedió antes de su muerte, explicó que había modelado el aspecto visual de Clark Kent a partir de él mismo y de la estrella de cine Harold Lloyd, y el de Superman a partir de Douglas Fairbanks Senior. Lois Lane fue modelada a partir de Joanne Carter, que más tarde se casaría con Jerry Siegel tras el éxito del cómic. El paisaje urbano de Metrópolis se inspiró en el de la ciudad de Toronto, donde Shuster había pasado la mayor parte de su infancia, y el periódico que empleaba a Clark Kent, originalmente el Daily Star, llevaba el nombre del Toronto Star para el que Shuster había sido repartidor de periódicos.
Con el rápido éxito de Superman, la demanda de historias de Superman superó la capacidad del creador para producirlas. Aunque las historias siguieron llevando la firma de Siegel y Shuster, cada vez más el trabajo fue realizado por asistentes en el estudio de Siegel y Shuster. Pero el uso de ayudantes no siempre tuvo éxito. Según Jules Feiffer, Shuster "no sabía dibujar bien, pero dibujaba con una sola intención: nadie podía fantasmar ese estilo. Era el hombre. Cuando los ayudantes empezaron a "mejorar" el aspecto de la tira, ésta fue cuesta abajo. Parecía que se estaba dibujando en un banco". Una historia en la que Superman se encontraba con un dibujante ficticio ofrecía una mirada irónica sobre cómo se delegaba ese trabajo. La historia, que pretendía contar en la página del título "cómo se escriben y dibujan las tiras cómicas", mostraba un estudio lleno de "artistas, montones de ellos, figurantes, especialistas en fondos, entintadores, rotuladores", así como guionistas, todos ellos dedicados a la producción de historias sobre un personaje similar a Superman, mientras que el creador original de la tira estaba, para consternación de Superman, ocupado en responder al correo de sus fans ("King of the Comic Books", Superman #25, 1943).
En las primeras historias, Superman es el único elemento de ciencia ficción. Se le describe como el campeón de los indefensos y los oprimidos, y lucha contra los males sociales del mundo real: fabricantes de municiones, condiciones peligrosas en las minas y un conductor ebrio que se da a la fuga (en Superman nº 1), peleas de premios amañadas y empresarios corruptos (en Superman nº 2), maltratadores de niños y golpeadores de mujeres (en Superman nº 3) y policías y políticos corruptos (en Superman nº 7). En 1940, empezaron a aparecer antagonistas más extraordinarios en las historias, como gigantes, científicos locos y dinosaurios. Los poderes de Superman también se desarrollaron durante la década de 1940, incluyendo un gran aumento de la fuerza y la adquisición de la capacidad de volar - los primeros cómics muestran a Superman capaz de saltar sólo un octavo de milla a la vez. En el número 61 de Superman (1949), Superman se entera finalmente de la existencia de Krypton. Superman se convierte en miembro honorario de la Sociedad de la Justicia de América, aunque sólo participa en dos cabriolas en las historias originales de la Edad de Oro (All-Star Comics #8 y 36).
En sus primeras aventuras, Superman es representado como un ser sombrío, de carácter fuerte y que no teme acabar con la vida de un malhechor. Entre los ejemplos se encuentra el de golpear a un ladrón hasta la muerte después de que éste intentara dispararle. Al igual que el Batman de la época, suscitó una pequeña polémica sobre los asesinatos de los personajes de cómic. Mientras que Batman se moderó en cuanto a la violencia, Superman impuso un código moral según el cual nunca quitaría la vida a ningún adversario al que se enfrentara. Durante la Segunda Guerra Mundial, Superman fue utilizado como figura de esperanza para los lectores de Estados Unidos y los soldados. Esto era evidente en muchos de los cortos animados de Superman de los Estudios Fleischer de la época, en los que Superman ayuda a los aliados a ganar la guerra y a menudo se le muestra enfrentado a espías japoneses y agentes de espionaje alemanes.
A partir de la década de 1940, la vida de Superman como niño se desarrolla gradualmente. La primera historia de Superboy aparece en More Fun Comics #101 (febrero de 1945), pero todavía no se especifica claramente el lugar, aunque parece ser un barrio de Metrópolis, y los Kent todavía no tienen nombre. Superboy no se establece como residente de Smallville hasta Superboy #2 (mayo de 1949) y los nombres de sus padres, Jonathan y Martha Kent, no se mencionan hasta Superboy #12 en enero de 1951, 12 años después de su debut en Action Comics #1. Otros desarrollos en el mito de Superman aparecen como resultado de las apariciones en otros medios, incluyendo la radio y las tiras de periódico. El Daily Star se convierte en el Daily Planet - posiblemente porque ya existían periódicos llamados The Daily Star - y Perry White sustituye al editor original George Taylor en el primer episodio del serial radiofónico; un joven oficinista llamado Jimmy Olsen se une al reparto poco después.

## Edad de Plata
A principios de la Edad de Plata de los Cómics, cuando DC presentaba nuevas versiones de los viejos héroes, explicaba que las antiguas versiones vivían en una dimensión paralela que llamaban "Tierra-Dos". Aunque Superman había permanecido en publicación continua y no fue revisado explícitamente para la Edad de Plata, las diversas incoherencias entre su apariencia original (véase Kal-L) y la versión presentada en la década de 1960 se explicaron de la misma manera. El Superman presentado durante este periodo era el Superman de "Tierra-Uno".
Bajo la dirección de Mort Weisinger, los años cincuenta y principios de los sesenta supusieron una gran expansión del mito del personaje, con la aparición de enemigos memorables como Brainiac y Bizarro, así como la llegada de su prima Kara -también conocida como Supergirl- y la formación de la Liga de la Justicia de América. A pesar de ello, los años 60 serían una década sombría para Superman. Presagiando esto, en 1959, George Reeves, el actor que había encarnado al Hombre de Acero en la serie de televisión Adventures of Superman de los años 50, se quitó supuestamente la vida. Dos pilotos relacionados con Superman, The Adventures of Superpup (1958) y The Adventures of Superboy (1961), fracasaron. En 1966, se estrenó un lujoso musical de Broadway titulado It's a Bird...It's a Plane...It's Superman con el actor Bob Holiday en el papel principal. A pesar de que las críticas fueron generalmente positivas, el musical fue un fracaso económico y terminó su andadura tras sólo 129 representaciones. En cambio, en 1966 se estrenó una exitosa serie de animación para los sábados por la mañana titulada The New Adventures of Superman.
Mientras tanto, en los cómics, a mediados de la década de 1960, Superman enfrentaba más competencia que nunca para atraer al consumidor. Batman se había convertido en una bonanza comercial, gracias en parte a su propia serie de televisión, que tenía unos valores de producción mucho más altos que la serie de televisión Adventures of Superman. Además, una empresa rival llamada Marvel Comics había lanzado una miríada de nuevos personajes, como Hulk, los Cuatro Fantásticos y Spiderman, cuya caracterización más sofisticada fomentaba una narración más convincente. Superman seguía siendo popular y viable, pero ya no estaba solo.
Durante las décadas de 1940 y 1950, el mito de Superman añadió gradualmente elementos familiares firmemente establecidos a finales de la década de 1950, como un mayor énfasis en los elementos de ciencia ficción del mundo de Superman, incluidos sus orígenes kriptonianos, así como una versión actualizada de sus orígenes.
En la versión que se estableció a principios de la década de 1960 (y que se resume de forma memorable al comienzo de cada episodio de la serie de televisión Adventures of Superman de los años 50), Superman nace en Krypton como Kal-El, hijo de Jor-El (un líder-científico) y Lara. Cuando Kal-El tiene dos o tres años, Jor-El se entera de que Krypton está condenado a explotar. Lleva esta advertencia al Consejo Científico, los gobernantes de Krypton. El Consejo Científico se niega a advertir a sus compañeros kryptonianos y le prohíbe a Jor-El que lo haga. Jor-El comienza inmediatamente a trabajar en un cohete que permitirá a toda la familia escapar del desastre que se avecina; sin embargo, los acontecimientos se precipitan y sólo se ha completado un pequeño modelo para el momento de los últimos temblores. Lara se queda al lado de su marido en lugar de acompañar a Kal-El a la Tierra para que su nave tenga más posibilidades de sobrevivir al viaje. Sabiendo que la menor gravedad de la Tierra y el sol amarillo darán al chico poderes extraordinarios, Jor-El lanza el cohete de Kal-El hacia la Tierra momentos antes de que Krypton explote.
La nave de Kal-El aterriza en un campo cerca de la ciudad de Smallville y es descubierta por Jonathan y Martha Kent. Llaman al niño Clark por el apellido de soltera de Martha. Tras adoptarlo formalmente, los Kent lo crían. Los Kent descubren sus increíbles poderes y entrenan a su hijo adoptivo para que utilice sus poderes de forma constructiva. A los ocho años, Clark adopta la identidad de superhéroe "Superboy" y lucha contra el crimen, tanto en el presente como en el futuro lejano, como miembro de la Legión de Superhéroes. Tras su graduación en el instituto y la muerte de sus padres adoptivos, Clark se traslada a Metrópolis para asistir a la Universidad de Metrópolis. Durante su primer año, Clark cambia su nombre de superhéroe por el de "Superman". Tras graduarse en periodismo, Clark es contratado por el Daily Planet.

## Edad de Bronce
A pesar de los cambios en el mercado, las historias de Superman siguieron siendo similares a las que definieron la Edad de Plata durante bastante tiempo. Sin embargo, en la década de 1970, se hizo evidente que incluso el Hombre de Acero necesitaba pulirse. Superman entró en la década de los setenta de la mano del famoso artista y escritor Jack Kirby. Kirby decidió renovar el título derivado de Superman's Pal, Jimmy Olsen, utilizándolo como plataforma para su concepto del Cuarto Mundo. Entre las primeras creaciones que aparecieron en él estaba Darkseid, un señor de la guerra alienígena lo bastante poderoso como para suponer una gran amenaza incluso para el propio Superman.
Durante este mismo periodo, el editor Mort Weisinger fue sustituido por Julius Schwartz, que quería dar a Superman una forma más moderna y realista. Para ello, Schwartz contrató a prometedores talentos como los escritores Dennis O'Neil, Elliot S. Maggin, Cary Bates y el portadista Neal Adams, así como a los veteranos artistas de Superman Curt Swan y Murphy Anderson. Este cambio estuvo marcado por una importante historia titulada Kryptonite Nevermore, escrita por O'Neil, que redujo significativamente el nivel de poder de Superman y eliminó la mayor parte de la kryptonita en la Tierra. Sin embargo, poco después de terminar la historia, O'Neil dejó de ser el guionista y ambos cambios se revirtieron.
También el homólogo de Superman en Tierra-2 se casó con la Lois Lane de su mundo, y aparecieron nuevos rivales como Terra-Man y el Parásito. En 1978 se estrenó la película Superman. La película contaba con innovadores efectos especiales y estrellas como Marlon Brando y Gene Hackman, pero fue la actuación del recién llegado Christopher Reeve bajo la dirección de Richard Donner lo que hizo que la película cobrara vida a los ojos de muchos críticos. [La película generó una serie de secuelas a lo largo de la década de 1980. Sin embargo, las tres últimas secuelas tuvieron menos éxito que la primera. En 1970, el Galaxy Broadcasting System y su presidente, Morgan Edge, compraron el Daily Planet, y Edge nombró posteriormente a Clark como presentador principal de su estación de televisión de Metrópolis, WGBS-TV. Más tarde, en la década de 1970, su amiga de la infancia Lana Lang se une a Clark en sus noticiarios como su copresentadora.
Tras el establecimiento del Multiverso de DC Comics en la década de 1960, se establece de forma retroactiva que la versión de Superman de la Edad de Oro vive en el mundo paralelo de Tierra-Dos y se llama "Kal-L", mientras que su homólogo de la Edad de Plata/Edad de Bronce vive en Tierra-Uno y se llama "Kal-El".
Aunque el Multiverso permitió a DC Comics devolver la continuidad a las historias de la Edad de Oro, también creó problemas. No había habido ninguna interrupción en las historias de Superman entre la Edad de Oro y la de Plata; el personaje había sido publicado en una historia continua desde su debut. Además, DC había abandonado el nombre de "Kal-L" en favor de "Kal-El" antes del final de la Edad de Oro. Una serie de historias en la década de 1970 establecen que el Superman de Tierra-Dos se había casado con su versión de Lois Lane en la década de 1950 (Action Comics #484 (1978) y se había convertido en el editor jefe de The Daily Star. A principios de la década de 1970, Kal-L descubre un cohete kriptoniano que contiene a su prima, Kara Zor-L. Tras aclimatarse a la Tierra, Kara se convierte en la superheroína Power Girl. Kal-L también sigue colaborando con la resucitada Sociedad de la Justicia; se revela como miembro fundador del grupo en la historia del origen del equipo en el DC Special #29. A principios de la década de 1980, Kal-L también aparece como miembro del Escuadrón de las Estrellas durante la Segunda Guerra Mundial.
Aunque los cómics siguieron vendiéndose, en 1986, DC Comics decidió que Superman y todas sus propiedades necesitaban una amplia revisión.

## Edad Moderna

The Man of Steel #1, la revisión de Superman de los años 80.

En una miniserie de 12 números de 1985 titulada Crisis en Tierras Infinitas, todos los héroes de DC lucharon contra un ser maligno llamado Antimonitor, lo que provocó la destrucción de la mayoría de las dimensiones alternativas de DC. Tras esta serie, las historias de todos los personajes de DC se modificaron y actualizaron. Incluso Superman fue revisado en 1986 con El hombre de acero, de John Byrne. Este reinicio de 1986 aportó cambios sustanciales al personaje y tuvo un gran éxito en su momento, siendo uno de los libros más vendidos.
Durante la Crisis, las distintas Tierras paralelas se combinan en una sola, eliminando retroactivamente a algunos de los héroes de Tierra-Dos. Kal-L, el Superman de Tierra-Dos, su esposa Lois Lane de Tierra-Dos, el Superboy de Tierra-Prima y Alexander Luthor, Jr. de Tierra-Tres, no tienen una realidad propia, y entran en una "dimensión paradisíaca" al final de la serie. No se vuelve a ver a Kal-L hasta la miniserie The Kingdom, en la que se revela que ha encontrado un medio para salir de su dimensión, pero decide no hacerlo todavía.
DC Comics retiró la versión de la Edad de Plata de Superman en 1986, tras la publicación de Crisis en Tierras Infinitas. Justo antes de la renovación del personaje, el Superman de la Edad de Plata fue despedido en la historia en dos partes titulada Whatever Happened to the Man of Tomorrow? publicada en Superman #423 y Action Comics #583, escrita por Alan Moore con arte de Curt Swan. Aunque se dice que la nueva versión de la Edad Moderna de Superman lleva ya muchos años en activo, la mayoría de las apariciones y elementos anteriores de Superman quedaron fuera de continuidad con El Hombre de Acero de John Byrne. Historias posteriores como Superman: Birthright devuelven a la continuidad muchos de los elementos de la Edad de Plata.
En la versión de Byrne, Superman procedía del planeta Krypton, que fue reimaginado como un mundo frío y estéril en profundo contraste con el mundo de las maravillas de los últimos 48 años. Una vez que el cohete de Kal-El (que contenía materiales genéticos y una matriz de nacimiento que le hizo "nacer" en la Tierra) llegó a la Tierra, fue adoptado por Martha y Jonathan Kent. En lugar de llevarlo a un orfanato para luego adoptarlo, los Kent fingieron que era su propio hijo. En la nueva versión, los poderes de Clark se desarrollaron gradualmente y nunca asumió la identidad de Superboy, y a diferencia de la mayoría de las versiones preexistentes, Ma y Pa Kent sobrevivieron durante la edad adulta de Clark y siguen siendo importantes personajes secundarios en los cómics hasta el día de hoy.
Además, los poderes de Superman se redujeron, eliminando varias de sus habilidades más fantásticas en un intento de hacer las historias más emocionantes. La fuerza y la velocidad de Superman seguían siendo inmensas, pero se percibían sus límites. En Metrópolis, se enfrentó a una galería de villanos revisado, que incluía una nueva versión de Lex Luthor, recreado como un malvado multimillonario y filántropo.
Debido quizás a que los Kents mayores sobrevivieron hasta la edad adulta de Clark, otro cambio de Byrne fue la relación entre Superman y su alter ego "normal". En línea con la mayoría de los superhéroes, Byrne puso el énfasis en que Superman era un disfraz para Clark Kent. Anteriormente, el tema había sido que Kent era una "identidad secreta" para Superman: en una aventura publicada en los años 60, Kent se encuentra en un callejón sin salida cuando el personal del Daily Planet se pone en huelga y considera seriamente que es una oportunidad para probar una nueva identidad en caso de que tenga que "abandonar [su] papel de Clark Kent permanentemente". Sus opciones incluyen convertirse en un policía a tiempo completo o incluso en un simple vagabundo "del que nadie sospecharía que es el Hombre de Acero".
También estaban sus relaciones con otros héroes, sobre todo con Batman. Desde la década de 1940 hasta la de 1970, siempre se les había representado como amigos íntimos y aliados: los "mejores del mundo". Sin embargo, a partir de la década de 1980, se les representó como una relación tensa e incómoda: respeto a regañadientes y amistad incómoda debido a sus grandes diferencias. Tras su primer encuentro, lleno de tensión, Batman considera que en "otra realidad" él y Superman podrían haber sido amigos.
Byrne abandonó los cómics unos años más tarde, aunque sus cambios se convirtieron en la plantilla para el origen y la caracterización de Superman durante casi dos décadas, sobre todo sus alteraciones de Lex Luthor, que pasó de ser un científico loco a un malvado hombre de negocios, y el mantenimiento de Ma y Pa Kent como personajes secundarios. Una de las revisiones más notables fue la eliminación del personaje de Superboy de la vida de Superman, aunque en 1988 se estrenó una nueva serie de televisión de acción real protagonizada por Superboy. A pesar de sus seguidores, la serie no se ha visto en Norteamérica ni en la mayor parte de Europa desde 1992, pero su primera temporada se publicó en DVD en 2006. Un programa de televisión de acción real posterior, Lois & Clark: The New Adventures of Superman, se centró en la relación entre Lois Lane y Clark Kent.
Superman se exilia al espacio durante varios números después de verse obligado a ejecutar a unos criminales kriptonianos de una dimensión diferente. Las repercusiones del uso de la fuerza letal por parte de Superman se han tratado en varias historias de escritores posteriores. Clark Kent se declara a Lois Lane y le revela su identidad secreta; Lane acepta. En 1992, DC Comics publicó la historia La muerte de Superman, en la que Superman lucha contra un monstruo de origen desconocido llamado Doomsday. Tanto Superman como Doomsday mueren, derribándose mutuamente con sus últimos golpes. Funeral for a Friend (Funeral para un amigo) es la continuación de The Death of Superman (La muerte de Superman), donde se narra el funeral de Superman y se examinan las reacciones de otros personajes ante la muerte del héroe.
A continuación, DC publicó la línea argumental Reign of the Supermen (El reino de los superhombres), durante la cual cuatro personajes diferentes -un nuevo Superboy, el cíborg Man of Tomorrow, el brutal Last Son of Krypton (El último hijo de Krypton) y Steel (Acero)- son presentados como Superman, aunque ninguno de ellos lo es realmente. Más tarde, un Kal-El sin poderes aparece en un traje de batalla kriptoniano cerca del final de Reign of the Supermen. Después de que Steel y Supergirl destruyan el traje de batalla, Kal-El se revela como el piloto, con un traje negro con un escudo plateado en forma de "S" y pelo largo. El cyborg se alía con Mongul y destruye Coast City. Superman, Superboy, Supergirl, Steel, Hal Jordan y el Erradicador atacan la "Engine City" construida sobre Coast City, y los Superhombres unidos derrotan al Man of Tomorrow, que se revela como el científico Hank Henshaw. Después de la historia del Reign of the Supermen, Lois y Clark se reúnen. Cuando finalmente se casan en el especial de 1996 Superman: The Wedding Album, coincidió con el matrimonio de los dos personajes en la serie de televisión Lois and Clark: The New Adventures of Superman.
El verdadero héroe regresó; sin embargo, las secuelas de la historia llevaron a su compañero Green Lantern a perder la cabeza y convertirse en un villano llamado Parallax. Esto condujo a la serie limitada de 1994 Zero Hour, que fue una especie de secuela de Crisis en Tierras Infinitas. Durante unos meses después de su regreso de la tumba, Superman llevaba el pelo hasta los hombros y, por tanto, Clark Kent llevaba una coleta. Nunca se explicó exactamente cómo pudo dejarse crecer el pelo.
En 1996, Superman (o mejor dicho, Clark Kent) se casó finalmente con Lois Lane, y aunque han tenido sus altibajos como pareja, están felizmente casados. Ese mismo año, Superman volvió a la animación en la serie animada Superman, producida por Bruce Timm y Paul Dini, de Batman: La serie animada. La serie combinaba elementos de las versiones anterior y posterior a la crisis del personaje y contaba con un reparto de lujo que incluía a Tim Daly como Superman, Dana Delany como Lois Lane y Clancy Brown como Lex Luthor.
En medio de una gran controversia, en los cómics de Superman de finales de los años 90, Superman pierde sus poderes tradicionales y se transforma en un ser de energía electromagnética (véase Superman Rojo/Superman Azul). En esta forma, Superman puede atravesar objetos sólidos, ver frecuencias de energía y obtener energía de fuentes eléctricas. Para mantener la cohesión física en esta forma, necesita llevar un traje de contención. Durante este tiempo, puede transformarse en la forma corpórea de Clark Kent, pero no tiene poderes especiales en su forma humana.
En 2004, DC publicó una versión actualizada del origen de Superman en la serie limitada de 12 números Birthright. Escrita por Mark Waid, Birthright restablece algunos de los elementos pre-crisis eliminados por John Byrne, incluyendo un énfasis en la herencia alienígena. La "matriz de nacimiento" se sustituye por el más conocido cohete, con Kal-El dejando Krypton como un bebé en lugar de un feto. Clark posee ahora la capacidad de ver el "aura" de un ser vivo y se convierte en vegetariano. Su escudo en forma de "S" es un símbolo de esperanza de su mundo natal, y su traje está hecho de telas puestas en su nave espacial durante su viaje. En esta versión, Lex Luthor es también un amigo de la infancia. Sin embargo, debido a los efectos de Crisis Infinita, este origen ya no es válido. En la miniserie Crisis Infinita 2005-2006 (la secuela de Crisis en Tierras Infinitas), el Superman de Tierra-Dos (Kal-L) escapa de la dimensión "paraíso" con Alexander Luthor, Jr. y Superboy-Prime. Kal-L quiere recrear el universo, que cree que está corrupto, haciendo que predominen los aspectos de Tierra-Dos, en lugar de los de Tierra-Uno. Cree que esto también salvará a la moribunda Lois Lane de Tierra-Dos. Alexander Luthor, Jr. construye una máquina que recrea la Tierra-Dos, transportando a Kal-L y Lois allí, donde Lois revive brevemente antes de colapsar y morir. Apenado, Kal-L arremete contra el Superman de Tierra-Dos, y ambos luchan hasta que Wonder Woman llega y pone fin a su batalla.
Los dos superhombres se unen para enfrentarse a Luthor, Jr. y a Superboy-Prime, cuyo plan para restaurar el Multiverso matará a miles de millones de personas. Los dos agotan voluntariamente sus poderes mientras arrastran a Superboy-Prime a Rao, el sol rojo de Krypton, y utilizan sus últimas fuerzas para derrotarlo en Mogo, el planeta sensible de los Linternas Verdes. Herido de muerte en la batalla, Kal-L muere en los brazos de su prima Power Girl. Él y Lois son enterrados junto al difunto Superboy.
Infinite Crisis Secret Files and Origins 2006 muestra que Superboy-Prime es el culpable de muchos errores de continuidad en el Universo DC. En su intento de escapar de la realidad, su asalto al muro de la barrera de la dimensión del paraíso altera la historia, provocando revisiones de los acontecimientos, especialmente el origen de Birthright. Los intentos de Alexander Luthor, Jr. de manipular el Multiverso dan lugar a la Nueva Tierra, afectando aún más a la historia de Superman. Durante la publicación de la serie limitada Infinite Crisis, la mayoría de la línea de superhéroes de DC Comics avanza un año. Un año después, Superman sigue sin poder, y Supergirl defiende Metrópolis. Sin la carga de su responsabilidad con el mundo, Clark Kent ha vuelto a consolidar su reputación como reportero estrella. Aunque se las arregla para salir de la cárcel, la reputación de Lex Luthor está irremediablemente dañada (en parte debido a la escritura de Clark) y también lo están su fortuna y su poder sobre LexCorp, ahora dirigido por Lana Lang. Bajo el ataque, los poderes de Clark regresan gradualmente y vuelve a la acción. Descubre que sus poderes sensoriales están mejorados, así como sus habilidades computacionales y su memoria.

## La edad postmoderna

### Birthright
En 2003, DC Comics publicó una miniserie de 12 números titulada Superman: Birthright, escrita por Mark Waid y dibujada por Leinil Francis Yu; esta serie era un retcon del origen de Superman después de la Crisis, sustituyendo la versión de Byrne, pero utilizando algunos elementos de esa versión; también reintroducía varios elementos anteriores a la Crisis descartados en la renovación de Byrne, junto con elementos que enlazan sutilmente con la serie de televisión Smallville. Debido a los efectos de Infinite Crisis, tanto Birthright como The Man of Steel fueron eliminados del canon.

### Tierra nueva
Action Comics #850 (2007) presenta la última revisión del origen de Superman, desde que la historia del Universo DC se reinició en Crisis Infinita. La nueva línea de tiempo se indica para revisar la complicada red de orígenes en un panel que muestra una progresión de cuatro a cinco versiones sucesivas de Superman que son vistas por Kara Zor-El, imitando claramente los estilos artísticos de Joe Shuster, Curt Swan, John Byrne, Dan Jurgens y Leinil Francis Yu.
Escrita en colaboración por Kurt Busiek, Fabian Nicieza y Geoff Johns, la nueva versión incluye detalles como la presencia de Krypto en Krypton, las frustraciones de Jor-El con el Consejo de Krypton que se niega a evacuar el planeta, la conciencia de Clark de su estatus de adoptado desde una edad más temprana, haber interactuado con Lex Luthor a una edad más temprana, que Clark no sea la causa directa de la calvicie de Lex, que lleve gafas desde su temprana adolescencia en Smallville y que use sus poderes para ayudar a otros a una edad más temprana. La nueva versión también apoya la representación y el diseño estético de Jor-El, ahora similar a la representación de Marlon Brando del papel, y de Krypton, tal y como aparece en los arcos en curso coescritos por Richard Donner de Action Comics (esencialmente haciendo que Krypton se acerque en estilo a su continuidad cinematográfica compartida con Bryan Singer), así como el encaje con el descubrimiento en La Saga del Rayo de que Clark fue miembro de la Legión de Superhéroes durante su adolescencia y aún conserva la posesión de un anillo de vuelo de la Legión. Superman se establece como miembro fundador de la Liga de la Justicia en Justice League of America (vol. 2) #0.

### Títulos en curso
All-Star Superman, lanzada en 2005, es una serie limitada bajo el sello All-Star de DC, escrita por Grant Morrison y dibujada por Frank Quitely. DC afirma que esta serie "reducirá al Hombre de Acero a sus elementos esenciales e intemporales". Sin embargo, la versión que se presenta está claramente basada casi en su totalidad en la versión de la Edad de Plata anterior a Crisis del personaje, y Morrison lo ha declarado, afirmando que es el Superman que todavía existe a pesar de haber sido reconvertido 20 años antes. El sello All-Star intenta volver a contar parte de la historia de los personajes icónicos de DC, pero fuera de la estricta continuidad del universo DC.
Tras los acontecimientos de Infinite Crisis y el argumento "Up, Up and Away!", las dos principales cabeceras de Superman han seguido dos grandes arcos argumentales. Action Comics trata de la adopción por parte de Superman y su esposa Lois de un niño kriptoniano que se revela como hijo del General Zod. Tras resolver este arco argumental, Superman se ha enfrentado al regreso de uno de sus villanos más peligrosos, Brainiac, que ha provocado la llegada de miles de kryptonianos a la Tierra y, lamentablemente, la muerte de su padre adoptivo. En Nuevo Krypton, los kryptonianos crean un nuevo planeta, Nuevo Krypton, y lo elevan frente al lugar de la Tierra en el sistema solar. En Superman: World of New Krypton, Superman decide abandonar la Tierra para vivir entre los kryptonianos, con la esperanza de establecer la paz entre la humanidad y los kryptonianos. Los acontecimientos de Last Stand of New Krypton y War of the Supermen devastan Nueva Krypton y hacen que Superman se enfrente al General Zod. Devuelve a Zod a la Zona Fantasma y luego regresa a la Tierra. En la actual Superman: Grounded, Superman recorre los Estados Unidos de América con el objetivo de reencontrarse con la gente de a pie a la que se ha comprometido a proteger. En la línea argumental Reign of Doomsday, Superman y sus aliados más cercanos deben derrotar al Doomslayer, un misterioso ser que busca destruir a Doomsday y toda la vida en la Tierra.

## Los Nuevos 52
En 2011, DC Comics reinició su continuidad y relanzó sus publicaciones con nuevos números #1. Los cambios en Superman incluyen convertirlo en un hombre soltero y la muerte de sus padres, Jonathan y Martha Kent, ocurrida años antes. Superman también lleva una armadura de batalla ceremonial que rinde homenaje a su legado kriptoniano. La nueva armadura es visualmente similar a su traje clásico, con la única diferencia de la ausencia de los tradicionales calzoncillos rojos. Además, el astrofísico de la vida real Neil deGrasse Tyson ayudó a DC Comics a determinar que Krypton orbitaba alrededor de la enana roja LHS 2520 en la constelación de Corvus a 27,1 años luz de la Tierra.
- Action Comics se ambientó originalmente cinco años en el pasado y detalla las primeras aventuras de Superman como protector de Metrópolis durante los primeros 18 números y el primer Anual. En este título, Superman lleva una camisa con el símbolo de la S, una capa más pequeña, unos vaqueros y botas de obrero. Más adelante en el título se explica la adquisición de la armadura de combate, tras lo cual Superman abandona la camisa, centrándose en su crecimiento personal como el Superman posterior y maduro. Los números 19-21 se centraron en una historia de tres partes que tuvo lugar un año antes del presente y después la serie se centró en las aventuras de Superman en el presente junto con el título principal de Superman. Superman está ambientada en los años actuales del personaje y detalla sus aventuras actuales. En este título, Clark deja de trabajar para el Daily Planet y se convierte en un bloguero independiente.

Esta versión de Superman también inició una relación con Wonder Woman, un movimiento que atrajo la atención de los medios debido a la larga relación de Superman con Lois Lane en todas las encarnaciones anteriores del personaje, con la excepción de las historias no canónicas, que tuvieron lugar en el sello Elseworlds de DC. Superman también aparece como miembro fundador de la Liga de la Justicia. DC lanzó la serie de cómics Superman/Wonder Woman en 2013, que se centró en ellos como pareja. Geoff Johns reveló que la relación de Superman y Wonder Woman terminará mal. Más tarde, durante la línea argumental Truth, Superman terminó la relación por la frustración de la pérdida de sus poderes y las dudas sobre la compatibilidad de ambos. Un tercer libro de Superman, Superman Unchained, se publicó en junio de 2013 para coincidir con el estreno de la nueva película de Superman, Man of Steel. Está escrito por Scott Snyder y dibujado por Jim Lee. El libro concluyó su publicación en noviembre de 2014. En febrero de 2015, debido a que Clark expone al mundo su identidad secreta, Superman recibe un nuevo poder y un nuevo traje, a partir de Superman #38, de Geoff Johns y John Romita, Jr. Esta versión de Superman es finalmente asesinada en Superman #52.

### Convergencia
En la miniserie Convergencia, en la que aparecen el Superman y Lois Lane anteriores a Flashpoint, la pareja espera un bebé. Convergencia también muestra el nacimiento de su hijo, Jonathan Samuel Kent. Tras los acontecimientos, en la miniserie Superman: Lois & Clark, se instalaron en la realidad de los Nuevos 52 bajo los alias de Clark y Lois White, y fueron testigos de los acontecimientos que giraban en torno a las versiones alternativas de ellos mismos y los enemigos de los primeros. Más tarde aparecerían como parte de los números finales de las series Action Comics y Superman de los Nuevos 52, donde al final el Superman de los Nuevos 52 pasaría la antorcha a su predecesor justo antes de morir.

## DC Rebirth

Superman, tal y como se representa tras los acontecimientos de DC Rebirth. Arte de la portada de Superman: Rebirth1 (junio de 2016 DC Comics)
Arte de Andy Park

En junio de 2016, DC Comics relanzó toda su línea de series de cómics con DC Rebirth, incluyendo las series de Action Comics y Superman. El Superman de la realidad New 52 vive con su esposa Lois Lane de su realidad y su hijo biológico Jonathan Kent. Este Superman lleva un traje similar en estilo al traje de Superman en la película Batman v Superman: Dawn of Justice (2016).
El arco argumental Superman Reborn suaviza las discrepancias entre las dos versiones del personaje. Según Mr. Mxyzptlk, la creación de los Nuevos 52 provocó la separación de Superman en dos personas: el personaje de los Nuevos 52 que protagonizó los libros de Superman en 2011-2015 y el personaje Pre-Flashpoint que participó en el evento Convergencia y engendró a Jon. Gracias a Jon, el nuevo Superboy, los dos Supermanes se fusionan en una versión completa de Superman, reordenando sus historias compartidas y acomodándolas en el restaurado Universo DC. Este Superman completo presenta un nuevo traje que combina elementos de las dos épocas. Para celebrar el lanzamiento del número 1.000 de Action Comics, que salió a la venta el 18 de abril de 2018, se devolvió a Superman su traje original anterior a los Nuevos 52.